# Le Gué-de-Longroi
Le Gué-de-Longroi é uma comuna francesa na região administrativa do Centro, no departamento Eure-et-Loir. Estende-se por uma área de 6,92 km². Em 2010 a comuna tinha 962 habitantes (densidade: 139 hab./km²).